# ブリジット・マクロン
ブリジット・マリー＝クロード・マクロン（フランス語: Brigitte Marie-Claude Macron、1953年4月13日 - ）は、フランスの元教師。エマニュエル・マクロン（フランス大統領・アンドラ共同公）の妻（いわゆるファーストレディ）。出生時の姓はトロニュー（Trogneux）、以前の婚姻時の姓はオズィエール（Auzière）。

## 生い立ち
ブリジット・マリー＝クロード・トロニュー(Brigitte Marie-Claude Trogneux)は、ガリア戦記のアンビアーニー族が由来の地名であるフランス・アミアンで、5代続くショコラティエの子である父ジャン（Jean Trogneux、1909年 - 1994年）と母シモーヌ（Simone、出生姓ピジョル(Pijol)、1910年 - 1998年）の間に、6人きょうだいの末子として生まれた。チョコレート店「ジャン・トロニュー」は1872年にアミアンで創業し、現在はブリジットの甥であるジャン＝アレクサンドル・トロニュー(Jean-Alexandre Trogneux)が経営している。

## 経歴
1980年代、ブリジット（当時オズィエール姓）は、ストラスブールのコレージュ・ルシ＝ベルジェ(Collège Lucie-Berger)で文学を教えた。1990年代にはアミアンのイエズス会の高校であるリセ・ラ・プロヴィダンス(Lycée la Providence)でラテン語とフランス語を教えた。2007年から2015年まで、フランスで最も格式の高い私立高校の一つであるパリ16区のリセ・サン＝ルイ・ド・ゴンザグ(Lycée Saint-Louis de Gonzague)で教えた。この学校では、実業家ベルナール・アルノーの息子であるフレデリック(Frédéric)とジャン(Jean)にフランス語を教えた。
ブリジットとエマニュエル・マクロンが出会ったのはリセ・ラ・プロヴィダンスの演劇部においてであった。ブリジットは演劇部の責任者であり、当時15歳のエマニュエルはその部員、一緒に参加していたブリジットの娘のローランス(Laurence)はエマニュエルのクラスメイトであった。25歳差の2人の関係は大きな論争を巻き起こし、「愛はしばしば秘密にされ、しばしば秘匿され、多くの人に誤解された末にようやく認められることになった」とエマニュエルは述べている。

## 政歴

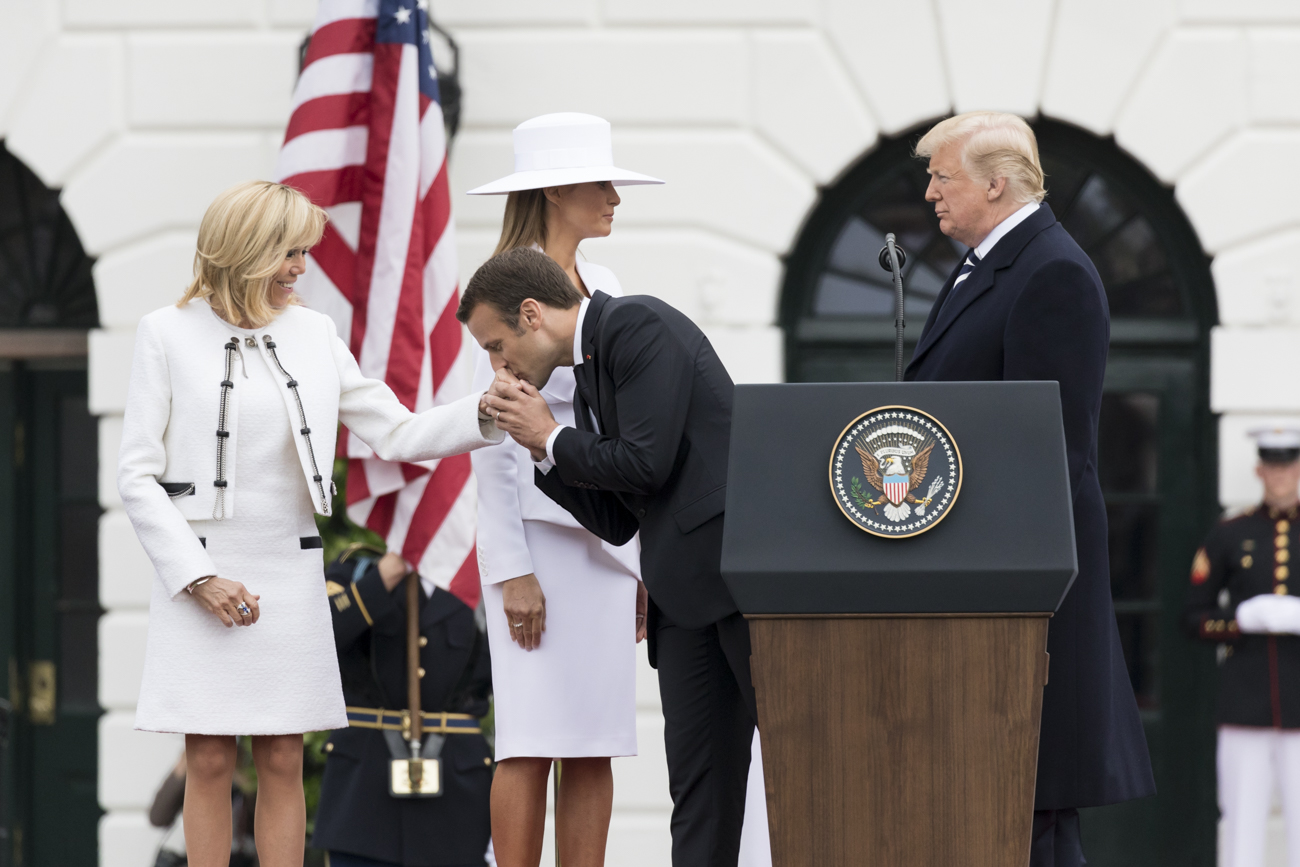
2018年4月、国賓として米国訪問した際にホワイトハウスにてトランプ米大統領夫妻の前で妻ブリジットの手にキスをするマクロン仏大統領

1989年、ブリジット・オズィエールはフランス東部のトルヒタースハイム市議会議員に立候補したが落選した。ブリジット自身が政界を目指したのはこの時だけである。
2017年、夫のエマニュエルが大統領選挙に立候補し、その選挙戦においてブリジットは積極的に役割を果たした。トップアドバイザーは「彼女は彼にとって不可欠な存在だ」と述べている。選挙期間中、エマニュエルは、大統領選挙に当選したあかつきには。「彼女は（私と）常に果たしてきた役割を果たすことになるだろう。彼女が隠されることはない」と述べている。
エマニュエルは公式の「ファーストレディ(フランス語: première dame)」の肩書きを設け （フランスの大統領配偶者は現在公式の肩書きを持たない）、その活動のためのスタッフ、オフィス、個人に割り当てられた予算を付けることを提案した。マクロンは大統領選挙中もそれ以前からも縁故主義に強く反対していたことから、彼の提案に反対する27万5千筆以上の請願が集まり、フランス政府は、ブリジットには「ファーストレディ」という公式の肩書きは与えられず、公式の予算は付与しないことを発表した。フランスの雑誌『Elle』とのインタビューの中で、ブリジットは、間もなく発表される透明性憲章の中で私の「役割とそれに付随するリソース」（スタッフの構成や規模を含む）について明らかにされるだろう、と述べた。そしてこの憲章は次の金曜日に発表された。

## パブリックイメージ

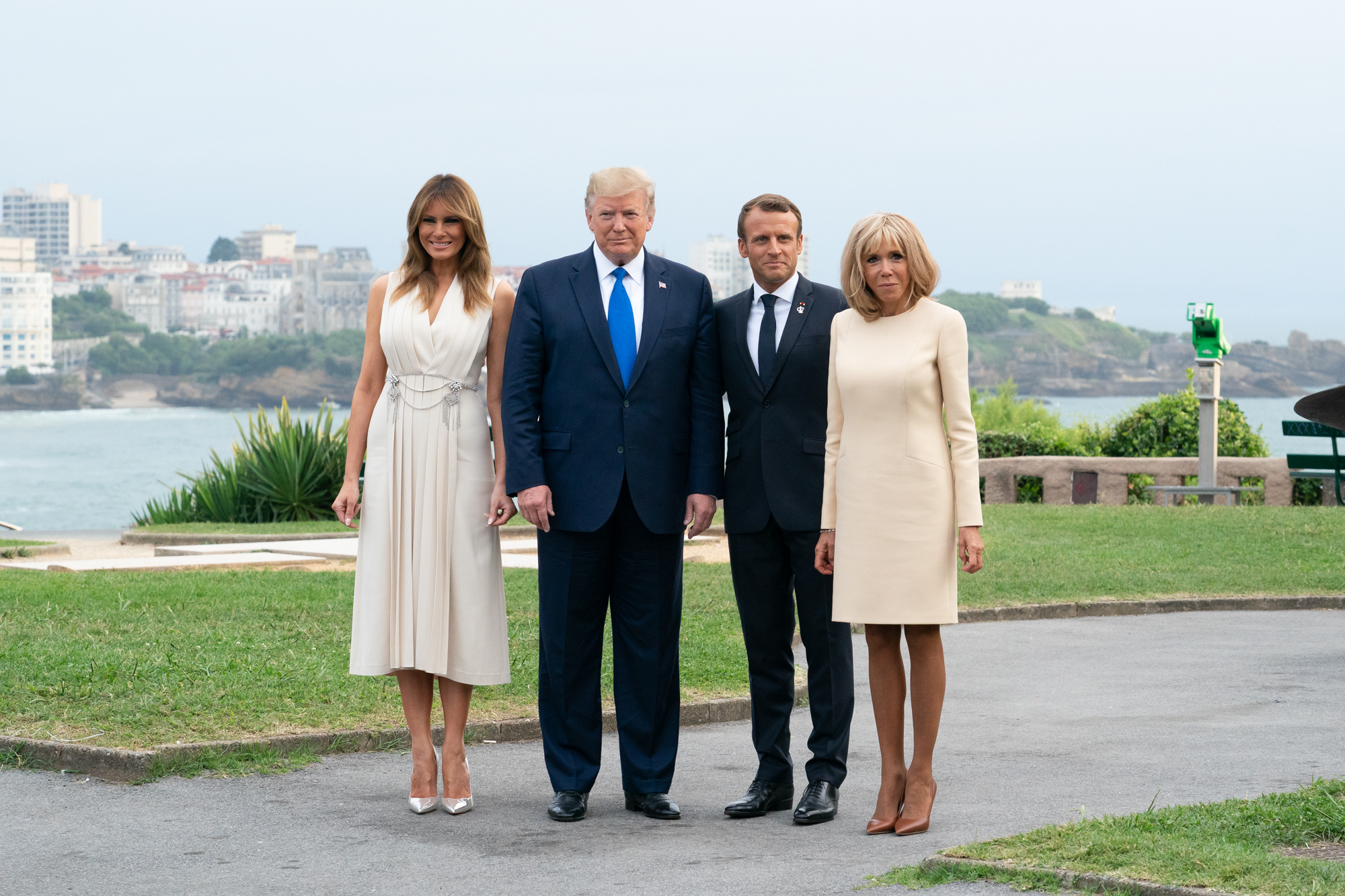
2019年フランス・ビアリッツ・サミットでのマクロン夫妻とトランプ夫妻

ブリジット・マクロンは『デイリー・メール』紙、『フランクフルター・アルゲマイネ・ツァイトゥング』紙、『オブザーバー』紙の熱心な批評の対象となっている。彼女の国際的会合でのドレススタイルには頻繁にコメントが寄せられている。『フィナンシャル・タイムズ』紙は、彼女のスタイルは「エセックス・ガール」のようだと記述している。ベルナール・アルノー一家と親しいことから、彼女は公式の外出時に無償でルイ・ヴィトンの服を着ていたとして論議を呼んだ。

## 私生活
1974年6月22日、ブリジットは銀行家アンドレ＝ルイ・オズィエール（André-Louis Auzière、1951年 – 2019年）と結婚し、彼との間に3人の子セバスチャン(Sébastien、1975年 - ）、ローランス（Laurence、1977年 - ）、ティフェヌ（Tiphaine、 1984年 - ）が生まれた。彼らは 1991年までトルヒタースハイムで暮らし、その後アミアンに移った。1993年、40歳の時にブリジットはリセ・ラ・プロヴィダンスで、教え子で、娘ローランスの同級生だった当時15歳のエマニュエル・マクロンと出会った。ブリジットは2006年1月にオズィエールと離婚し、2007年10月にマクロンと再婚した。マクロンとの間に子はいないが、前夫との間の子から生まれた7人の孫がいる。

## 栄典

### 外国の栄典
- デンマーク: ダンネブロ勲章・Dame Grand Cross （2018年8月28日）[30]
- イタリア: イタリア共和国功労勲章・Grand Cross（2021年7月1日）[31]
- コートジボワール: コートジボワール国勲章（英語版）・Commander（2019年12月21日）[32]
- スウェーデン: 北極星勲章（英語版）・Member Grand Cross（2024年1月30日）[33]